# Басен (Француска)
Басен (фр. Bassing) насеље је и општина у североисточној Француској у региону Лорена, у департману Мозел која припада префектури Шато Сален.
По подацима из 2011. године у општини је живело 127 становника, а густина насељености је износила 20,16 становника/km². Општина се простире на површини од 6,3 km². Налази се на средњој надморској висини од 240 метара (максималној 283 m, а минималној 220 m).

## Демографија
| 1962. | 1968. | 1975. | 1982. | 1990. | 1999. | 2011. |
| ----- | ----- | ----- | ----- | ----- | ----- | ----- |
| 129   | 139   | 123   | 108   | 132   | 142   | 127   |

График промене броја становника у току последњих година